# Parada de Landaberde
Landaberde es una parada de la línea Ibaiondo - Salburua del tranvía de Vitoria, explotado por Euskotren Tranbia. Fue inaugurada el 23 de diciembre de 2008 junto a todas las paradas del ramal de Ibaiondo, desde la de Angulema hasta la de Ibaiondo.

## Localización
Se encuentra ubicada en la calle Landaberde, junto a la sede la Seguridad Social.

## Líneas
| Líneas que prestan servicio en la parada de Landaberde |            |       |               |             |
| << Cabecera                                            | < Anterior | Línea | Siguiente >   | Cabecera >> |
| Ibaiondo                                               | Ibaiondo   | TVG   | Lakuabizkarra | Salburua    |